# LaLa DX
LaLa DX es una revista japonesa de manga Shōjo publicada por Hakusensha. Se publicó por primera vez en 1985, y es la hermana de la revista LaLa, revista Shōjo de la editorial. La revista fue publicada originalmente cada tres meses, pero ahora se lanza bimestralmente y se vende en el décimo día del mes.

## Publicaciones
- 4 Jigen
- Akagami no Shirayukihime
- Akaku Saku Koe (1999)
- Atsui Hibi (2002)
- Akatsuki no Majutsushi (2004)
- eko Love
- Hana ni Arashi
- Hana no Namae
- Harukanaru Toki no Naka de
- Hiiro no Isu (2002)
- Honey
- Hoshi mo Mienai (2005)
- Hotarubi no Mori E (2003)
- Jūni Hisoku no Palette
- Kana, Kamo
- Kimi to Himitsu no Kaen
- Kyōryūna Haisha-san
- Mekakushi No Kun o Land of the Blindfolded
- Natsume Yūjin-Chō (2005)
- Shinigami no Baraddo
- Sugar Family
- With!!
- Yoroshiku Master
- Zettai Heiwa Taisakusen